# التغير المناخي في كندا

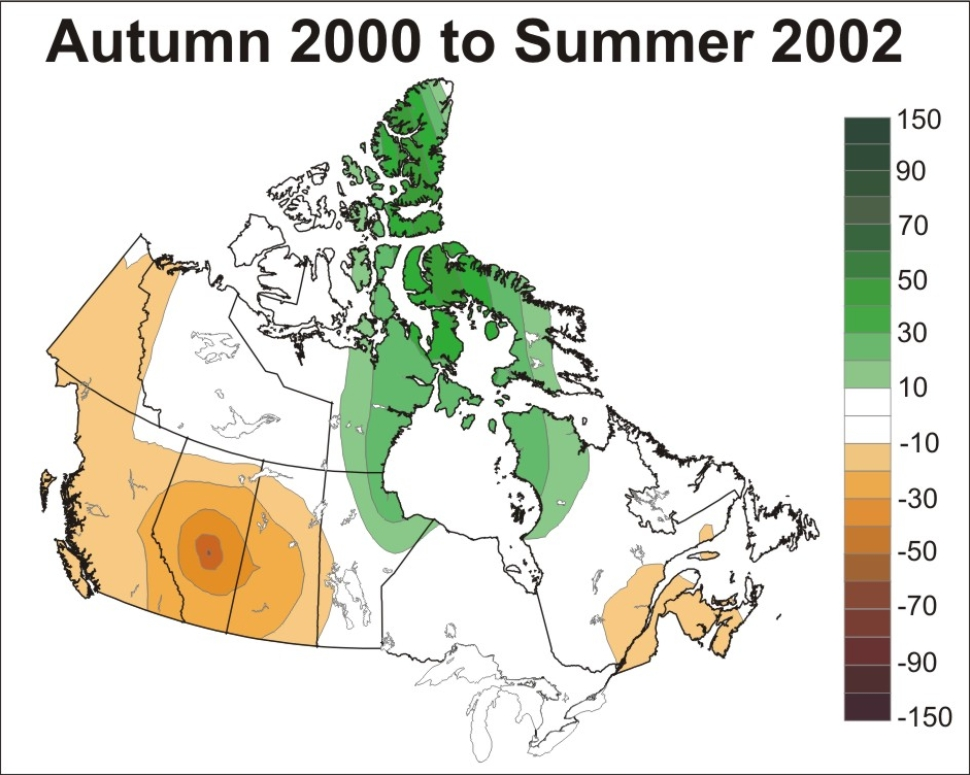
التغير المناخية والاحتباس الحراري كندا كما هو موضح في صورة

في كندا، يجري تناول موضوع الحد من التأثير البشري على التغير المناخي والاحتباس الحراري من قِبل المقاطعات بشكل جدي أكثر مما تتناوله الحكومة الفدرالية. تشير انتخابات عام 2015 إلى ريادة فدرالية أكبر مثلما لوحظ في البيان الوطني لكندا في مؤتمر باريس حول التغير المناخي، إذ جعلوا من التغير المناخي أولوية عليا، وتعهدوا باتخاذ الإجراءات المبنية على أفضل الدلائل والمشورات العلمية. وفقًا لتقرير كندا حول التغير المناخي لعام 2019 الذي كان تحت تكليف وزارة البيئة والتغير المناخي الكندية، ارتفعت درجة الحرارة الوسطية الكندية على اليابسة بمقدار 1.7 درجة مئوية منذ 1948. وكان معدل الاحترار (معدل ارتفاع درجة الحرارة) أعلى في شمال كندا والمروج وكولومبيا البريطانية في الشمال.

## الآثار المرصودة
وزارة البيئة والتغير المناخي الكندية، سابقًا وزارة البيئة الكندية، وهي وزارة فدرالية تقوم بحماية البيئة والحفاظ على الإرث الطبيعي الوطني وتقدم أيضًا معلومات حول الطقس والأرصاد الجوية. وفقًا لهذه الوزارة، «الاحترار خلال القرن العشرين أمر لا نزاع فيه ويرجع سببه بشكل كبير إلى النشاطات البشرية» مضيفةً أن «معدل كندا من الاحترار هو نحو ضعفي المعدل العالمي: زيادة بمقدار 2 درجة مئوية عالميًا يعني زيادة من 3 إلى 4 درجات مئوية في كندا». أفادت منظمة أرض بيركلي أن عام 2015 كان «بوضوح» العام الأكثر دفئًا على الإطلاق في العالم، مع ارتفاع درجة حرارة الأرض لأكثر من 1 درجة مئوية فوق معدل 1850-1900.
تُحدد وزارة البيئة والتغير المناخي الكندية آثار التغير المناخي باتساق مع التغيرات العالمية. تتضمن التغيرات المرتبطة بالحرارة موسمًا زراعيًا أطول وموجات حارة أكثر وفترات برد أقل وذوبان الأراضي دائمة التجمد (الطبقة الجليدية) وتفككًا باكرًا لجليد الأنهار وتدفقًا أبكر للينابيع وإزهارًا باكرًا للأشجار. تتضمن التغيرات المتعلقة بالأرصاد الجوية زيادة في الهطول المطري وتساقطًا أكثر للثلوج في شمال غرب القطب الشمالي. بإبراز الضوء على أن «الاحترار ليس منتظمًا (موحدًا).... إذ يزداد القطب الشمالي دفئًا بشكل أسرع»، تُشير وزارة البيئة والتغير المناخي الكندية إلى أن عام 2012 امتلك أدنى حد من الجليد البحري للقطب الشمالي على الإطلاق حتى عام 2014.
لخّصت دائرة البحث المناخي في وزارة البيئة والتغير المناخي الكندية تغيرات الهطول المطري السنوية لدعم عمليات تقييم التنوع الحيوي الخاصة بالمجلس الكندي لوزراء الموارد. بتقييم السجلات حتى عام 2007 لاحظوا: «ازداد الهطول المطري عمومًا في كندا منذ عام 1950 مع إظهار معظم المحطات لذلك. يظهر الميل إلى الزيادة فوق شمال كندا كثيرًا حيث أظهرت العديد من المحطات ذلك. لا تتوفر معطيات كافية -من أنماط الهطول الإقليمية في المحطات-  تُظهر تغيرات كبيرة في الهطولات الموسمية عدا عن وجود انخفاضات بارزة تكون متركزة عادةً في فصل الشتاء في جنوب غرب كندا وجنوب شرقها. في حين يمكن أن تكون الجملة السابقة صحيحة عمليًا بشكل جزئي، تُظهر كل الفصول هطولات متزايدة في كندا، بالأخص في الشتاء والربيع وأشهر الخريف. أيضًا، يتزايد الهطول  فوق القطب الشمالي في كل الفصول عدا الصيف».
قيّم أخصائيو المناخ في الوزارة أنماط الهطول المطري قصيرة الأمد باستخدام قواعد بيانات مناخية هندسية: «تعَد الهطولات المطرية الغزيرة قصيرة الأمد (5 دقائق – 24 ساعة) مهمة لعدد من الأسباب، من ضمنها التصميم الهندسي للبنى التحتية؛ لأنها تمثل المقاييس الجوية المختلفة لحالات الهطول المطري الشديدة». يعني «الغياب عام لأي إشارة قابلة للقياس» أنه لم يُلاحظ تغير عام في أنماط الهطولات المطرية الغزيرة قصيرة الأمد في تحليل المحطة الواحد. فيما يتعلق بمعايير التصميم المستخدمة في إدارة موارد المياه التقليدية وتطبيق تصميم مدني للتصريف (مثال: الإحصائيات الخاصة بعلاقة كثافة الهطول المطري مع مدته حدوثه وتواتره)، «يُظهر التقييم أن أقل من 5.6% و3.4% من المحطات فيها حالات زيادة وانخفاض كبيريَن في الكميات القصوى السنوية المرصودة في موقع واحد». على المستوى الإقليمي، أظهرت الأقاليم الجنوبية الغربية والمناطق الساحلية الشرقية (نيوفاوندلاند) عمومًا هطولات مطرية إقليمية غزيرة متزايدة مدة ساعة وساعتين. رُصدت كميات هطول إقليمية منخفضة من 5 إلى 15 دقيقة في منطقة سانت لورنس في جنوب كيبيك وفي الأقاليم المطلة على الأطلسي.
يُذيب التغير المناخي الجليد ويزيد من قابليته على التحرك. في شهر مايو ويونيو عام 2017 حاصر الجليد الكثيف -بسماكة تصل إلى 8 متر  في مياه الساحل الشمالي لنيوفاوندلاند- قوارب الصيد والعبّارات.

## الانبعاثات
في عام 2000 صُنفت كندا في المرتبة التاسعة من بين 186 بلد من ناحية انبعاثات غازات الدفيئة للفرد الواحد دون الأخذ بالحسبان التغيرات في استخدام الأراضي (تحويل الأراضي إلى مُنشئات وطرق… إلخ). في عام 2005 صُنفت في المرتبة الثامنة. في عام 2009، صُنفت كندا في المرتبة السابعة من ناحية انبعاثات غازات الدفيئة الكلية بعد ألمانيا واليابان. في عام 2018 من بين كل دول مجموعة العشرين، كانت كندا في المرتبة الثانية بعد المملكة العربية السعودية من ناحية الانبعاثات للفرد الواحد.
كندا بلد كبير بكثافة سكانية قليلة، لذا يُعد النقل –غالبًا في الجو البارد حين تنخفض كفاءة استخدام الوقود– جزءًا كبيرًا من الاقتصاد. في عام 2016، نتجت 25 بالمئة من غازات الدفيئة في كندا عن الشاحنات والقطارات والطائرات والسيارات. يمثل أكبر مصدر لانبعاثات غازات الدفيئة 26% من الإجمالي الوطني، هو من قطاع النفط والغاز، بسبب الانبعاثات الكبيرة من مشاريع الرمال القطرانية.
وفقًا لتقرير وزارة المصادر الطبيعية الكندية، مستقبل الطاقة الكندي، الذي يُقدر بأن انبعاثات غازات الدفيئة الكندية ستزيد بمقدار 139 مليون طن بين 2004 و2020، مع تشكيل انبعاثات إنتاج البترول وتكريره لأكثر من ثلث الإجمالي. ستنخفض انبعاثات المنبع بشكل طفيف، بسبب نضوب حقول الغاز وزيادة استخراج غاز الميثان من سرير الفحم، الذي يتطلب قدر أقل من المعالجة التي يتطلبها إنتاج الغاز الطبيعي. وفي الوقت نفسه، ستزيد الانبعاثات من المصادر غير التقليدية والتكرير. على أي حال، تختلف تقديرات انبعاثات الكربون بين وزارة المناخ الكندية والمؤسسة العالمية للمصادر والوكالة الدولية للطاقة بنحو  50%. لم تُحدد أسباب الاختلافات.

## السياسة العامة

### بروتوكول كيوتو
كندا أحد الموقعين على بروتوكول كيوتو. على أي حال، لم تتخذ الحكومة الليبرالية التي وقعت على الاتفاق إجراءاتٍ تُذكر في محاولة تحقيق أهداف كندا في مجال انبعاثات الغازات الدفيئة. على الرغم من أن كندا قد ألزمت نفسها بتخفيض مقداره 6% تحت مستويات عام 1990 لأعوام 2008-2012 توقيعًا على بروتوكول كيوتو، لم تنفذ البلاد خطةً لتقليل انبعاثات غازات الدفيئة. لاحقًا، بعد الانتخابات الفدرالية لعام 2006، أعلن رئيس الوزراء الجديد ستيفن هاربر أن كندا لا يمكنها تحقيق التزاماتها ولن تفعل. مرّرَ مجلس العموم عدة مشاريع قوانين ترعاها المعارضة وتدعو لخطط حكومية تنفذ فيها إجراءات تخفيض الانبعاثات.
ترى المجموعات الكندية والشمال أمريكية أن كندا تفتقر إلى المصداقية في مجال السياسة البيئية، وينتقدون كندا باستمرار في المحافل الدولية. في الأشهر القليلة الأخيرة من عام 2009، نُقد موقف كندا في مؤتمر التعاون الاقتصادي لآسيا والمحيط الهادئ وفي قمة الكومنولث وفي مؤتمر كوبنهاغن.
في عام 2011، أعلنت كندا واليابان وروسيا عن عدم العمل بعد الآن على تحقيق أهداف بروتوكول كيوتو. استندت الحكومة الكندية إلى حقها القانوني بالانسحاب رسميًا من بروتوكول كيوتو في 12 ديسمبر عام 2011. تعهدت كندا بتخفيض انبعاثات غازات الدفيئة إلى 6% تحت مستويات عام 1990 بحلول عام 2012، لكن في عام 2009 كانت الانبعاثات أعلى بنحو 17% من مستويات عام 1990. أشار وزير البيئة بيتر كينت إلى إخضاع كندا «لعقوبات مالية هائلة» بموجب المعاهدة في حال الانسحاب. أشار أيضًا إلى أن اتفاقية ديربان الموقعة مؤخرًا يمكن أن تقدم طرائق بديلة لإحراز التقدم. انتقد ممثلو البلدان المشاركة قرارَ كندا بشدة، ومن بينها فرنسا والصين.